# FC Oudewater
FC Oudewater (FusieClub Oudewater) is een amateurvoetbalvereniging uit de plaats en gemeente Oudewater, provincie Utrecht, Nederland. Het eerste elftal speelt in het seizoen 2025/26 in de Tweede klasse. De dames komen uit in de Derde klasse.

## Algemeen
Door een teruglopend aantal jeugdleden in Oudewater zien zaterdagclub OVS en zondagclub UNIO noodzaak om te fuseren. In november 2015 wordt door leden van beide verenigingen met een overtuigende meerderheid gestemd vóór de fusie. De leden stemmen hiermee ook in voor prestatief voetbal op de zaterdag en kiezen ook automatisch voor het huidige logo en tenue en voor de kantine van UNIO als nieuw 'hoofdkwartier'. Het laatste betekent een kleine verhuizing voor de leden van OVS, omdat beide clubs al op "Sportpark Markveld" speelden. Doordat de fusieclub ook besluit op de zaterdag te gaan spelen neemt de club de plek van OVS Oudewater, dat in het seizoen 2015/16 in de Vierde klasse zaterdag speelde, in de Vierde klasse in. Ondanks dat UNIO in het seizoen 2015/16 nog uitkwam in de Tweede klasse zondag.

## Erelijst
| Nationaal   |    |         |                                              |
| 4e klasse C | 1× | 2016/17 | FC Oudewater wordt kampioen en promoveert    |
| 3e klasse A | 1× | 2021/22 | FC Oudewater wint nacompetitie en promoveert |

## Trainers
| Naam            | Land van herkomst | Begin periode (01-07-) | Einde periode (30-06-) |
| --------------- | ----------------- | ---------------------- | ---------------------- |
| Harry Akkermans | Nederland         | 2016                   | 2020                   |
| Alex Redel      | Nederland         | 2020                   | 2024                   |
| Remco de Rijk   | Nederland         | 2024                   |                        |

## Competitieresultaten FC Oudewater (in tabel)
| Seizoen                     | Klasse | Klasse | Klasse | Klasse | Klasse | GW | W  | G | V  | P  | DV | DT | Bijzonderheden                                                                               |
|                             | 1e     | 2e     | 3e     | 4e     | 5e     |    |    |   |    |    |    |    |                                                                                              |
| --------------------------- | ------ | ------ | ------ | ------ | ------ | -- | -- | - | -- | -- | -- | -- | -------------------------------------------------------------------------------------------- |
| 2016/17                     |        |        |        | 1      |        | 26 | 21 | 3 | 2  | 66 | 95 | 42 | FC Oudewater wordt kampioen na 2-3 winst tegen Bergambacht.                                  |
| 2017/18                     |        |        | 4      |        |        | 26 | 13 | 5 | 8  | 44 | 58 | 38 | FC Oudewater verliest nacompetitiefinale na verlenging met 3-5 van VELO.                     |
| 2018/19                     |        |        | 8      |        |        | 26 | 10 | 4 | 12 | 34 | 47 | 48 |                                                                                              |
| 2019/20                     |        |        | 9*     |        |        | 17 | 6  | 2 | 9  | 20 | 35 | 34 | Seizoen na 17 speelrondes stilgelegd na de uitbraak van het coronavirus.                     |
| 2020/21                     |        |        | 1*     |        |        | 4  | 4  | 0 | 0  | 12 | 12 | 3  | Seizoen na 4 speelrondes stilgelegd na de uitbraak van het coronavirus.                      |
| 2021/22                     |        |        | 2      |        |        | 26 | 16 | 6 | 4  | 54 | 55 | 27 | FC Oudewater wint nacompetitiefinale met 3-1 van Rozenburg en promoveert.                    |
| 2022/23                     |        | 7      |        |        |        | 26 | 11 | 5 | 10 | 38 | 40 | 39 | FC Oudewater staat na 13 van de 26 wedstrijden eerste, maar eindigt zevende.                 |
| 2023/24                     |        | 11     |        |        |        | 26 | 7  | 8 | 11 | 29 | 43 | 47 | FC Oudewater wint nacompetitiefinale met 1-2 van competitiegenoot EMM '21 en handhaaft zich. |
| 2024/25                     |        | 11     |        |        |        | 26 | 8  | 6 | 11 | 30 | 36 | 42 | FC Oudewater wint nacompetitiefinale met 1-0 tegen SO Soest en handhaaft zich.               |
| 2025/26                     |        |        |        |        |        |    |    |   |    |    |    |    |                                                                                              |
| Bijgewerkt tot 14 juni 2025 |        |        |        |        |        |    |    |   |    |    |    |    |                                                                                              |

- = Dit seizoen werd stopgezet vanwege de uitbraak van het coronavirus. Er werd voor dit seizoen geen officiële eindstand vastgesteld.

## Competitieresultaten FC Oudewater (heren)

### 2016–heden (zaterdag)
| 1 4C |

| 4 3A |

| 8 3D |

| 9* 3A |

| 1* 3D |

| 2 3D |

| 7 2D |

| 11 2C |

| 11 2B |

| nb 2K |

- = Dit seizoen werd stopgezet vanwege de uitbraak van het coronavirus. Er werd voor dit seizoen geen officiële eindstand vastgesteld.

| Tweede divisie | Derde divisie | Vierde divisie | Eerste klasse |
| Tweede klasse  | Derde klasse  | Vierde klasse  | Vijfde klasse |

## Competitieresultaten FC Oudewater (dames)

### 2022–heden (zaterdag)
| 2 4C |

| 7 3E |

| 1 3D |

| 12 2B |

| nb 3K |

| Eerste klasse | Tweede klasse | Derde klasse | Vierde klasse |

## Competitieresultaten gefuseerde clubs

### ResultatenOVS Oudewater1990–2016 (zaterdag)
| 8 4B |

| 10 4B |

|  |

|  |

|  |

| 12 4B |

|  |

| 2 4C |

| 5 4C |

| 1 4D |

| 8 3D |

| 12 3D |

|  |

| 4 5B |

| 5 5B |

| 10 4B |

| 5 4B |

| 5 4B |

| 7 4B |

| 5 4B |

| 7 4B |

| 10 4B |

| 4 4B |

| 12 3B |

| 9 4B |

| 11 4D |

| 11 4C |

### ResultatenUNIO1952–2016 (zondag)
| 11 4E |

|  |

| 9 4D |

| 4 4C |

| 5 4E |

| 4 4E |

| 6 4? |

| 5 4E |

| 1 4F |

| 2 3C |

| 7 3C |

| 10 3C |

| 8 3D |

| 3 3C |

| 12 3B |

| 1 4E |

| 7 3A |

| 11 3C |

| 9 4C |

| 3 4C |

| 1 4E |

| 11 3C |

| 4 4E |

| 5 4E |

| 4 4E |

| 3 4E |

| 2 4E |

| 3 4C |

| 10 4E |

|  |

|  |

|  |

| 11 4E |

| 5 4E |

| 6 4E |

| 9 4E |

| 5 4E |

| 3 4D |

| 6 4D |

| 4 4D |

| 2 4B |

| 1 4B |

| 12 3A |

| 1 4B |

| 6 3A |

| 2 3C |

| 4 3C |

| 2 3D |

| 4 2D |

| 4 2D |

| 7 2C |

| 6 2C |

| 7 2D |

| 1 2C |

| 10 1B |

| 7 2D |

| 9 2D |

| 10 2D |

| 3 3A |

| 1 3B |

| 10 2D |

| 14 2D |

| 3 3B |

| 1 3B |

| 6 2D |

| Hoofdklasse  | Eerste klasse | Tweede klasse |
| Derde klasse | Vierde klasse | Vijfde klasse |

In elke staaf van de grafiek staat van boven naar beneden vermeld: 
- Eindnotering

Dit is de positie die de club heeft bereikt in de competitie, zonder eventuele beslissings-, play-off- of nacompetitiewedstrijden die nodig zijn geweest om bijvoorbeeld de kampioen van de competitie te bepalen.
Indien een * achter het getal staat is de notering een tussenstand en kan het zijn dat de notering niet overeenkomt met de uiteindelijke eindstand van de competitie.
Staat er een - dan is het seizoen nog bezig en is er geen definitieve uitslag bekend.
Staat er xx op de positie van de notering, dan heeft de club vroegtijdig de competitie verlaten. Dit kan onder andere komen door terugtrekking van het team, faillissement van de club of door een uitgedeelde straf van de KNVB. In veel gevallen staat elders in het artikel de reden vermeld.
Staat er een ? dan is het resultaat uit het verleden onbekend, en is alleen de competitie of het niveau bekend van dat seizoen.
In de seizoenen 2019/20 en 2020/21 werd wegens de coronacrisis het amateurvoetbal afgebroken. Daardoor kennen deze staven geen eindklassering (middels -- weergegeven).
- Competitieniveau en afdelingsletter of Officiële eindstand Eredivisie
  - Competitieniveau en afdelingsletter

Hierbij geeft het getal het niveau weer, dat ook terug te vinden is in de legenda. De letter is de afdelingsaanduiding en wordt gebruikt wanneer er meer afdelingen zijn op hetzelfde niveau. De afdelingsletter is altijd een hoofdletter en wordt meestal zonder nummer gebruikt.
Voorbeeld: 2F is niveau 2e klasse competitie F.
Het competitieniveau en nummer wordt niet vermeld wanneer er slechts één competitie van dit niveau was.
  - Officiële eindstand Eredivisie (getal staat tussen haakjes vermeld)

Sinds de introductie van play-offwedstrijden voor Europees voetbal na afloop van de reguliere competitie in 2005/06, is de KNVB verplicht een eindstand van de Eredivisie door te geven aan de UEFA aan de hand van deze play-offwedstrijden.
Bij deze eindstand staan clubs die zich hebben gekwalificeerd voor Europees voetbal hoger dan clubs die zich niet wisten te kwalificeren. Indien er geen verschil was tussen de eindnotering en de officiële eindstand, staat dit getal niet vermeld.

- Onderafdeling

Hier staat afgekort de naam van de onderafdeling indien de club in dat jaar in een onderafdeling uitkwam. Tevens staat deze afkorting in de legenda en wordt gelinkt naar het artikel over deze onderafdeling. Deze afkorting wordt alleen vermeld wanneer de club in het verleden in verschillende onderafdelingen heeft gespeeld. Deze vermelding is in de staaf altijd in kleine letters. Deze onderafdelingen zijn na het seizoen 1995/96 afgeschaft. Heeft de club in slechts één onderafdeling gespeeld, dan is dit alleen terug te vinden in de legenda.
Onder de staaf staat het jaartal vermeld waarin het seizoen is afgesloten. 15 verwijst naar het seizoen 2014/15 of eventueel het seizoen 1914/15.
Wanneer een staaf leeg is, zijn deze gegevens niet bekend. Het kan ook zijn dat de club dat seizoen niet heeft meegespeeld op het hogere amateurniveau, vroegtijdig de competitie heeft verlaten of uit de competitie is gezet.

In het seizoen 1944/45 was er wegens de Tweede Wereldoorlog geen regulier competitievoetbal.
FC Oudewater

Voormalig: OVS Oudewater · VV UNIO